# Larinia elegans
Larinia elegans là một loài nhện trong họ Araneidae.
Loài này thuộc chi Larinia. Larinia elegans được miêu tả năm 1939 bởi Spassky.